# Transmisión por tubo de empuje
El sistema de transmisión por tubo de empuje, -torque tube, en inglés- también llamado tubo de par, tubo central o puente basculante, es un sistema de transmisión mecánica. En automoción se utiliza para trasmitir potencia desde un motor situado en la parte delantera del vehículo a un eje rígido trasero motriz.
Coincide con el sistema de Hotchkiss -mayoritario a lo largo del siglo XX- en emplear un eje de transmisión (también llamado árbol de transmisión o "cardán" en los países de habla hispana) para trasladar el movimiento giratorio del cigüeñal de un motor situado longitudinalmente hasta un diferencial integrado en el puente rígido trasero. De este modo el árbol de transmisión necesariamente debe seguir el recorrido de la suspensión, formando parte junto con el diferencial del peso no suspendido del vehículo en contraposición a los ejes motrices con suspensión independiente o eje De Dion, en los que la transmisión va fijada al chasis, formando parte del peso suspendido. 

## Diseño

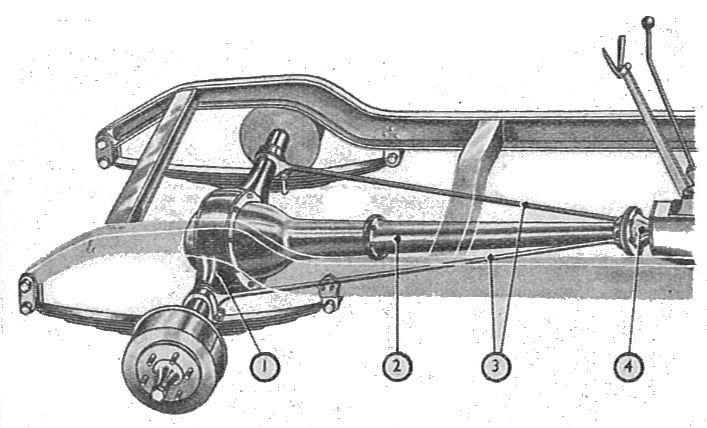
Partes en una transmisión por tubo de empuje: 1-Puente trasero 2-Tubo de par 3-Tirantes de reacción 4-Rótula

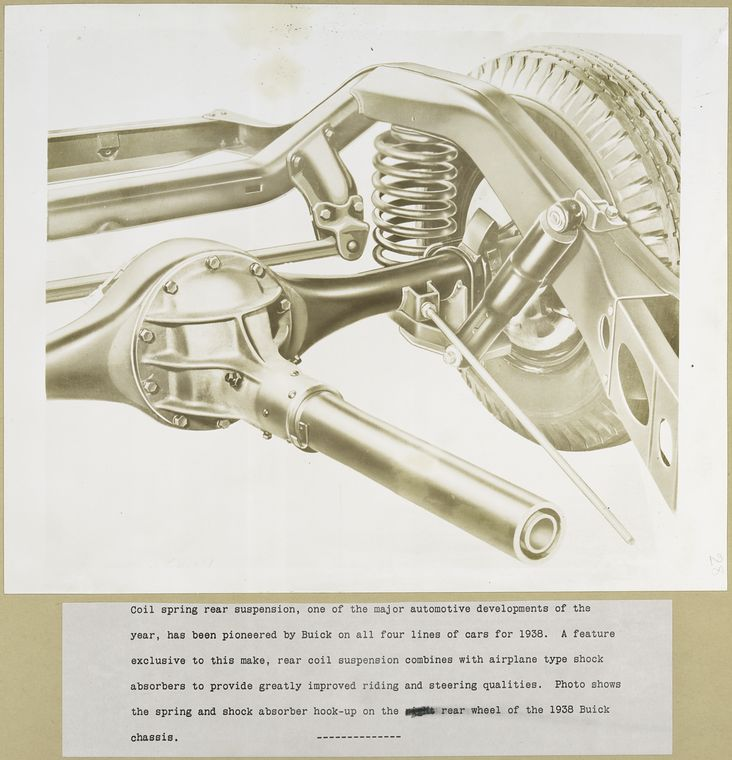
Suspensión por muelles y transmisión por tubo de empuje en un Buick de preguerra. Nótese la ausencia de innecesarios brazos y la relativa ligereza del tubo gracias al triángulo indeformable formado por los tirantes.

La característica fundamental de la transmisión por tubo de empuje es cómo resuelve el problema del empuje de las ruedas al chasis del vehículo , de ahí proviene su denominación y no como podría pensarse de la función del árbol de transmisión, que únicamente transfiere movimiento giratorio. El sistema recurre al ensamblaje directo de un elemento rígido -generalmente un tubo- al diferencial que de este modo y al contrario que en el sistema de transmisión Hotckiss, transmite de vuelta el empuje de las ruedas hacia el conjunto motor/caja de cambios y por tanto al chasis del vehículo a través de sus anclajes.
Si en el sistema Hotchkiss una junta deslizante u otro mecanismo se encargan de aislar el conjunto motor/caja de cambios del par de empuje de las ruedas que finalmente se traslada al vehículo a través de elementos de la suspensión, en el sistema por tubo de empuje el conjunto motor/caja no está aislado del par proveniente del tren trasero, sino que al contrario se utiliza un sistema muy robusto y ajeno a la suspensión para transmitirlo finalmente al chasis lo que tiene ventajas e inconvenientes.
El "tubo" al que se refiere la denominación del sistema es una viga -no necesariamente un tubo- a través de la que se transmite el par de empuje y se controla el de reacción. En su disposición más común esta viga es un tubo hueco que cubre el árbol de transmisión en extensión del diferencial, formando un conjunto en "T" con el puente, de cuyos extremos generalmente parten dos largos tirantes unidos al tubo para garantizar la indeformabilidad del conjunto. En su otro extremo el tubo acaba en una rótula hueca articulada sobre un anclaje específico de la caja de cambios a través de la que se transmite el par y sobre la que bascula el conjunto..  Otras variantes del sistema emplean una viga paralela al árbol de la transmisión denominada brazo de empuje o montan la rótula en un subchasis específico en lugar de en la caja.
Por su parte el árbol de transmisión, de pequeño diámetro, ataca directamente la corona del diferencial sin necesidad de junta alguna y se une al eje de salida de la caja mediante una única junta cardánica cubierta por la rótula. En disposiciones más complejas -como por ejemplo en las versiones V8 del AMC Rambler- se evitaban las características fluctuaciones de velocidad del eje de salida de estas juntas utilizando una junta de doble cardán, de modo que las variaciones se compensasen entre sí.
Las principales ventajas del sistema estaban en su robustez y en no afectar al funcionamiento de la suspensión, puesto que el propio tubo transmitía el empuje, controlaba el par de reacción (tendencia del eje a girar sobre sí mismo al acelerar o frenar) y portaba el eje, liberando a la suspensión de todas estas funciones.
Como resultado, en comparación con el sistema Hotchkiss evitaba las características deformaciones en las ballestas por reacciones de par, permitiendo utilizar resortes más flexibles sin perjudicar el comportamiento en aceleración o frenado. Posteriormente el sistema contribuyó a la implantación de las suspensiones por muelles, pues liberaba a la suspensión de los engorrosos brazos y bieletas necesarios en las transmisiones semihotchkiss, dando lugar a los cómodos y robustos trenes flotantes, -sólo suspendidos por los muelles, la rótula y una barra Panhard de guiado lateral- de muchos vehículos americanos de pre y posguerra y de los Peugeot europeos. 
El principal inconveniente del sistema estaba en su gran peso no suspendido, lo que implicaba un comportamiento en carretera torpe salvo en vehículos con carrocerías muy pesadas. El tubo además, necesariamente de una sola sección era muy intrusivo, obligando a grandes túneles de transmisión salvo excepciones como en el sistema empleado por el Peugeot 404 . Por estas razones el sistema cayó en desuso a mediados de los años 50.

## Variantes del Sistema

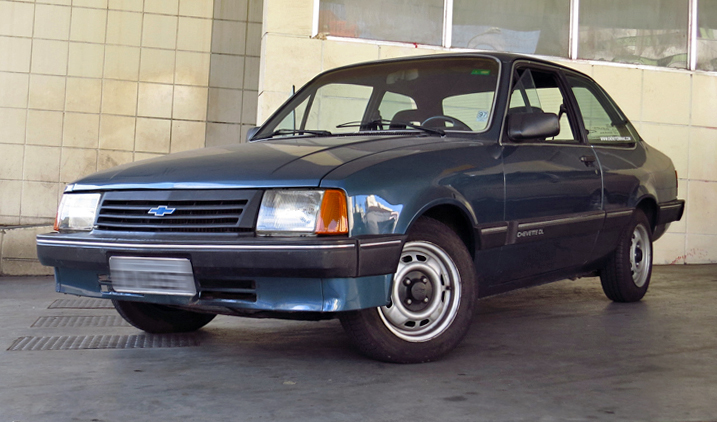
Chevrolet Chevette

Varios fabricantes emplearon entre los años 60 y 80 sistemas que transmitían el empuje a través de una viga en prolongación del diferencial. Un sistema que alcanzó cierta popularidad fue el Short Torque Tube que empleó  General Motors en su plataforma "T-body" para vehículos pequeños de tracción trasera,   similar al que utilizaron también los primeros Fiat 124  o los Rover SD1  y derivados  Triumph. A diferencia del sistema convencional montaba un árbol de transmisión articulado en el que el tubo de empuje sólo cubría la segunda sección del árbol, conectada a la primera mediante una junta cardánica. El conjunto tubo/eje trasero basculaba sobre un soporte situado entre ambas secciones a través del que se transmitía el empuje, siendo el propio tubo el encargado de controlar el par reacción del puente pero no de portarlo, por lo que cuando no se empleaban ballestas (como por ejemplo en los Vauxhall Viva), debían montarse un par de brazos tirados (como en los Opel Kadett "C" o Chevrolet Chevette). Un sistema similar denominado torque arm se utilizó en la plataforma "F-body" para vehículos deportivos empleada por los Chevrolet Camaro o en el Pontiac Firebird, en este caso el árbol de transmisión no era articulado ni iba cubierto, sino que una gruesa viga o brazo de empuje discurría paralela al árbol de la transmisión transmitiendo el empuje directamente a la caja de cambios a través de un silentblock.

## Aplicaciones

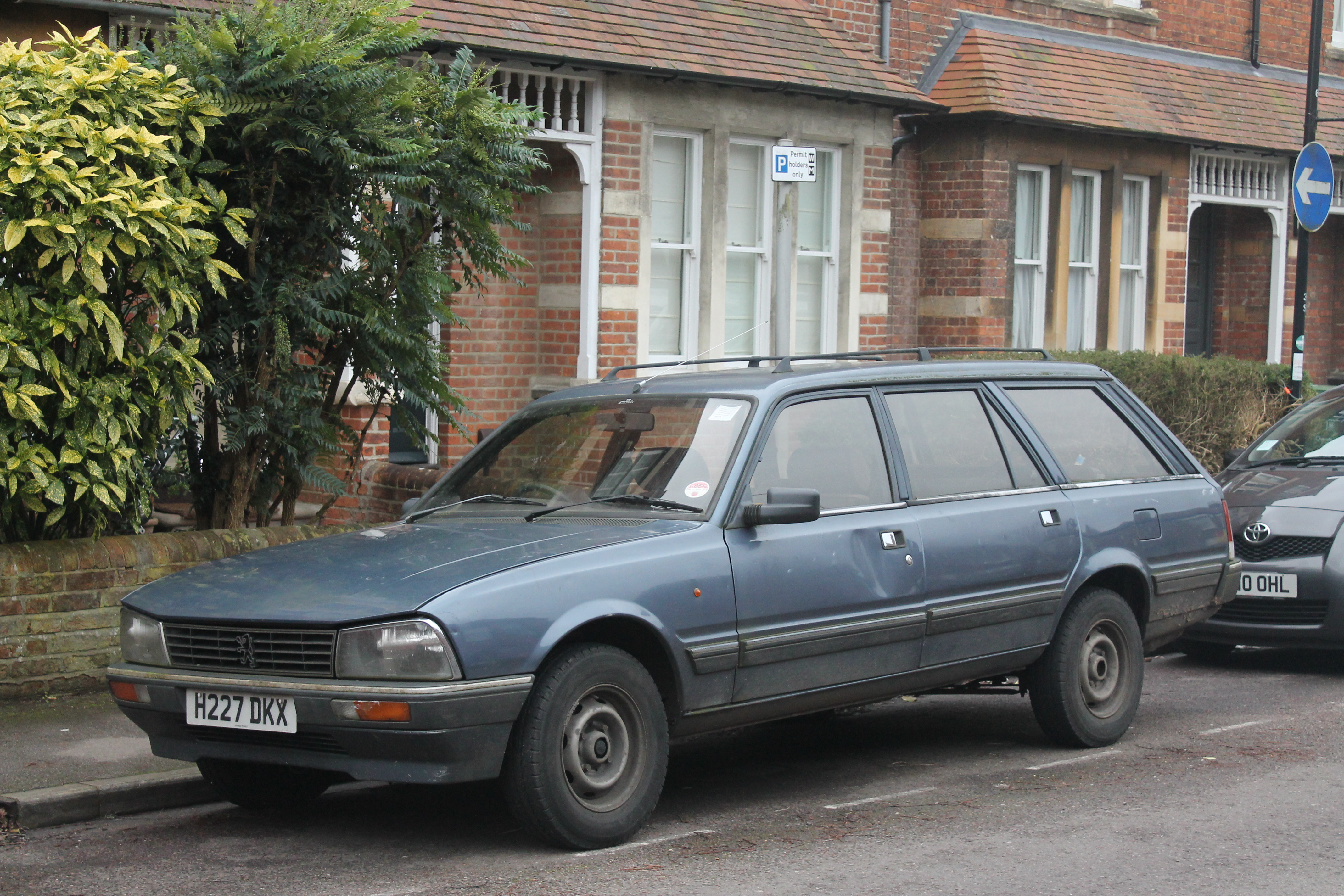
1990 Peugeot 505 GR Familiar

Ford utilizó el sistema desde su primer modelo -el Ford T- hasta 1948 con la particularidad de emplear una única ballesta transversal como resorte y mecanismo de guiado lateral y longitudinal.
En General Motors el sistema fue utilizado junto con ballestas transversales por Chevrolet, que fue abandonandolo paulatinamente, manteniéndose hasta los años 60 en los fiables Buick que ya en los años 30 lo empleaban con muelles. American Motors también utilizó suspensiones de muelles con transmisiones por tubo de par en sus modelos grandes Rambler Classic y AMC Ambassador hasta 1966 y anteriormente Nash lo introdujo en el Nash 600 de 1941 y en los Hudson Bathtub de 1948. En Europa el defensor del tubo de empuje fue Peugeot desde los clásicos 203 y 403, pasando por la particular transmisión por tornillo sin fin  del 404, hasta el sistema empleado en los Peugeot 504 y 505 fabricados fuera de Europa así como en todas sus versiones familiares.

## Tubos de Par en Suspensiones Independientes

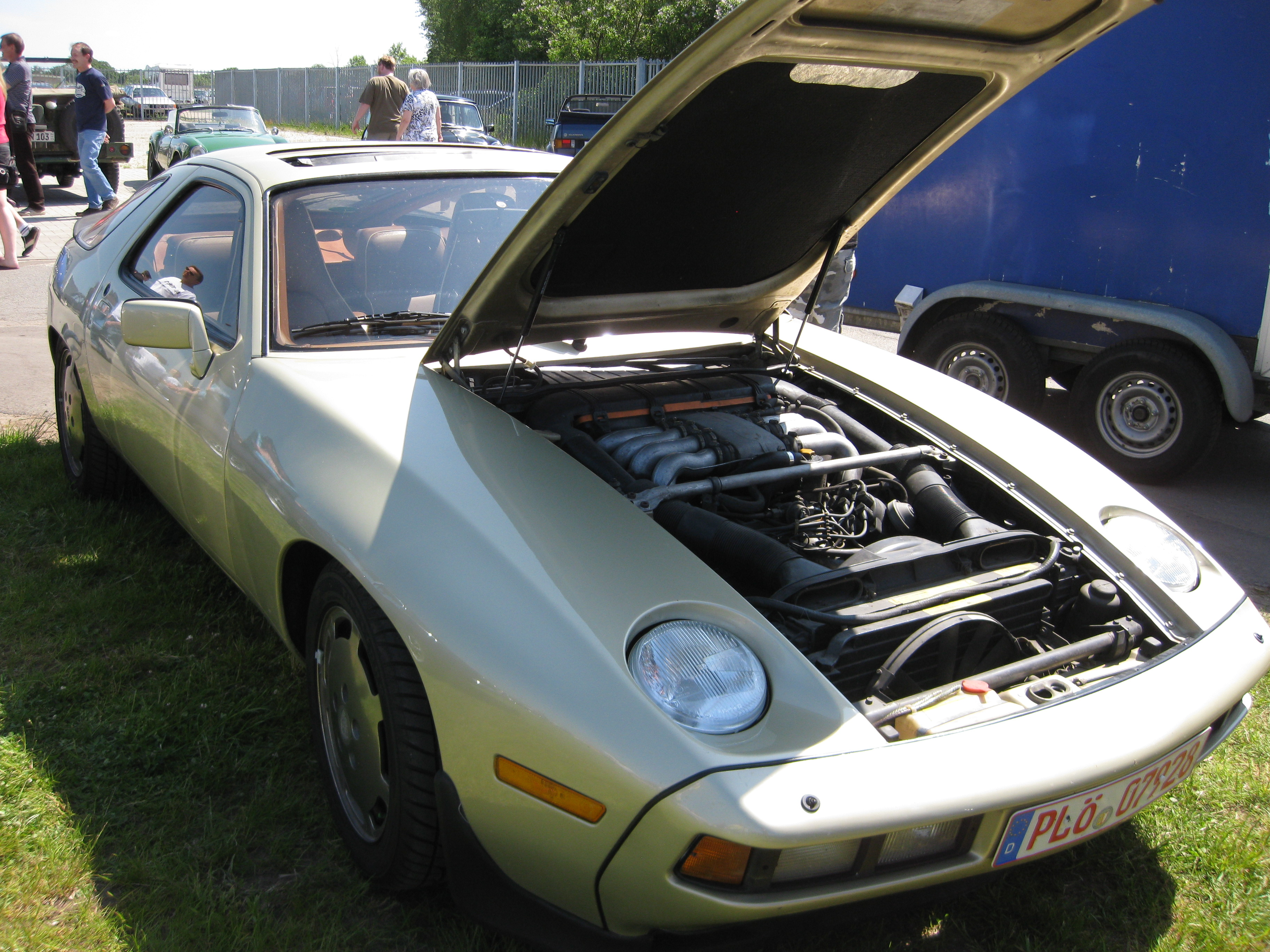
Porsche 928, la posición retrasada central-delantera del motor es posible gracias al transeje trasero, conectado mediante una transmisión cubierta

El tubo de empuje fue el primer sistema de transmisión de potencia adoptado tras abandonarse las primitivas correas o cadenas. Popularizado en todo el mundo por el Ford T, con el tiempo pasó a utilizarse marginalmente debido a las ventajas que aportaban las transmisiones hotchkiss.
No debe confundirse con el tubo de par presente en las transmisiones cubiertas -"enclosed drivelines"-, de muchos vehículos de propulsión trasera con suspensión trasera independiente -como los Porsche con motor delantero  o las sucesivas generaciones de Corvette. En este tipo de suspensiones el diferencial o el transaxle va fijado al chasis, por lo que el empuje se transmite a través de sus anclajes. Los dispositivos que conectan sólidamente los grupos delantero y trasero tienen aquí la función de alinear los grupos sin necesidad de juntas, al tiempo que se transmite el par de reacción a toda la línea de transmisión y se dota de mayor rigidez al chasis. Su mayor desventaja es que la transmisión es más intrusiva que cuando se utilizan ejes articulados mediante juntas cardánicas, obligando a grandes túneles de transmisión y que los tiempos de trabajo pueden ser más elevados.
Ejemplos clásicos de estas transmisiones cubiertas son el sistema "Rope Drive" del Pontiac Tempest, la suspensión independiente de las versiones altas del Peugeot 504 y 505 o la transmisión de algunas motorizaciones de los Volvo Serie 300 con eje De Dion. Actualmente muchos vehículos de altas prestaciones como los Porsche con motor delantero o los Chevrolet Corvette utilizan transmisiones cubiertas por tubos de par.